# Miao Hua
Miao Hua är en kinesisk politiker och amiral. Han är ledamot i Centrala militärkommissionen, där han är chef för avdelningen för politiskt arbete.